# Katalin Hidas
Katalin Hidas, född 14 september 1936 i Budapest, Kungariket Ungern ,är en ungersk-svensk-norsk målare.
Hidas studerade vid Skolan för konst och konsthantverk i  Budapest 1951-1955. I samband med Ungernrevolten 1956 flydde hon till Sverige och studerade vid Valands målarskola i Göteborg 1957-1961. Separat har hon ställt ut i Göteborg, Stockholm och Oslo. Hon gifte sig senare med den norska konstnären Ragnar Skorpen och flyttade till Stadlandet i Sogn og Fjordane. Hennes konst består av arbeten i gouache och akvarell.